# Banaliteitsrecht
Banaliteitsrecht is een middeleeuws herenrecht waarbij de grondbezitter (heer) zijn horigen binnen het rechtsgebied (domein of (grond)heerlijkheid) oplegt om gebruik te maken van en te betalen voor het gebruik van de infrastructuur, zoals de wijnpers, de (ban)molen, de brouwerij, het landbouwgereedschap, et cetera.
Het banaliteitsrecht is een economisch recht dat binnen het domeinstelsel (domaniaal stelsel of hofstelsel) en later het (grond)heerlijkstelsel van kracht was. Het einde van het ancien régime maakte ook een einde aan de heerlijkheden en de bijbehorende rechten.
Banaliteitsrecht valt onder dezelfde categorie als:
- cijns
- tienden
- overdrachtsrechten
- justitionele rechten
- herendiensten

## Etymologie
Het oude woord 'banaal' is, al dan niet via het Oudfranse 'banal' of 'bannel' (behorend tot het rechtsgebied), ontleend aan middeleeuws Latijn bannalis, een afleiding van bannum (rechtsgebied) dat ontleend is aan het Germaanse 'ban'. In het huidige Nederlands betekent het eerder platvloers of gewoon.